# 카시미르 오예음바
카시미르 마리 앙주 오예음바(프랑스어: Casimir Marie Ange Oyé-Mba, 1942년 4월 20일~2021년 9월 16일)는 가봉의 정치인이었다. 1978년부터 1990년까지 중앙아프리카 은행(BEAC) 총재를 지낸 후, 1990년 5월 3일부터 1994년 11월 2일까지 가봉의 총리를 역임했다. 그 후, 그는 1994년부터 1999년까지 외교부 장관, 1999년부터 2007년까지 기획부 장관, 2007년부터 2009년까지 광산 및 석유부 장관으로 정부에 남아 있었다.

## 총리직
1990년 4월 27일, 가봉에서 열린 국민의회에서 오예음바는 가봉의 총리로 임명되었다.  1990년 후반에 실시된 국회의원 선거에서 그는 에스튀에르주의 코모몬다에서 국회 의석을 얻었고, 선거 후에 그는 1990년 11월 총리로 유지되었다. 1993년 12월 대통령 선거에서 오마르 봉고가 승리하면서 오예음바는 봉고의 선거 관리인이 되었고, 1994년 3월 11일에 사임했지만, 봉고는 3월 13일에 그를 다시 임명했고, 3월 25일에 오예음바가 이끄는 새 정부가 임명되었다.

## 질명 및 사망
오예음바는 2021년 9월에 코로나19에 감염되어 리브르빌에서 일주일간 입원했으며, 9월 11일에 추가 치료를 위해 프랑스 파리로 공수되었다. 그는 9월 16일 세인트조제프 병원에서 사망했다. 알리 봉고 온딤바와 장 핑은 그들의 페이스북 페이지에 오예음바에 대한 추모를 올렸다.